# Regino Borobio
Regino Borobio Ojeda (Zaragoza, 13 de noviembre de 1895-Ídem, 4 de mayo de 1976) fue un arquitecto español, hermano y colaborador de José Borobio Ojeda.

## Biografía

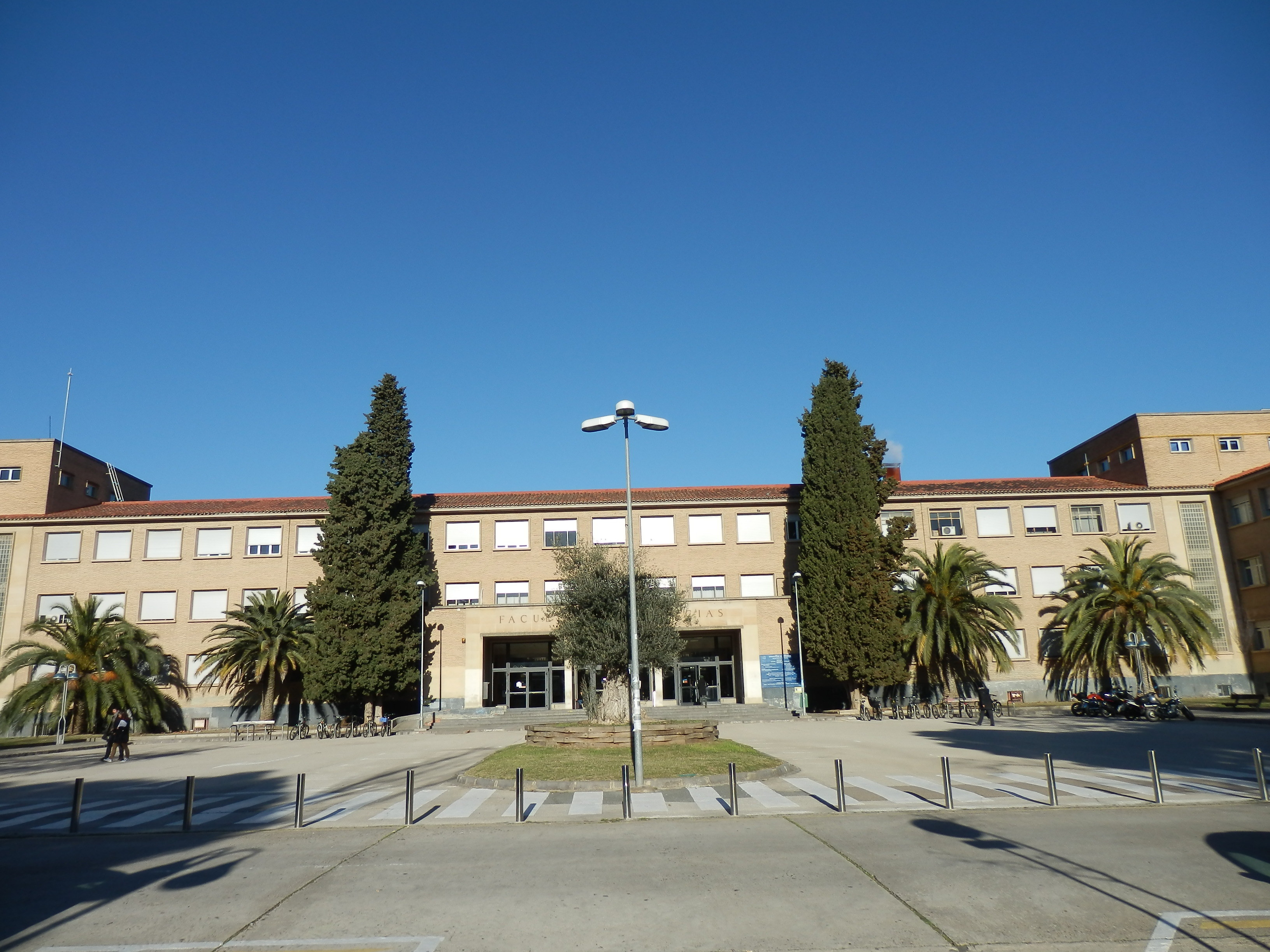
Facultad de Ciencias, Zaragoza.

Hijo de Patricio Borobio Díaz y Ángela Regino. Estudió Arquitectura en Madrid y se licenció en 1919.
Discípulo y seguidor de Ricardo Magdalena al que reinterpretó en lo formal y en lo intelectual. Su estilo incorpora el regionalismo con inspiración en la arquitectura renacentista y mudéjar, estilos muy importantes en Aragón.
Influido por el racionalismo arquitectónico, miembro de la Generación de 1925. Su obra destaca por la utilización de nuevas tecnologías y esquemas planimétricos, con gran simplificación de líneas. En 1919 estableció en Zaragoza un Estudio de Arquitectura, al que en 1931 se incorporó su hermano José Borobio Ojeda (1907-1984), que aportó el nuevo lenguaje racionalista con los modos formales aprendidos en Madrid con Fernando García Mercadal, Bergamín y Fernández Shaw.
Tras la guerra civil se identificó con el régimen y fue durante varios años arquitecto municipal de Zaragoza. En sus obras utilizó masivamente el ladrillo.
Entre 1920 y 1950 edificó numerosos edificios para clientes con un alto poder adquisitivo que buscaban viviendas confortables y modernas en zonas excepcionales de Zaragoza, como el paseo de Ruiseñores y el paseo de Sagasta. Eran viviendas para residencia unifamiliar edificados en grandes solares y rodeados por un jardín. Eran edificaciones muy cuidadas en las que sólo se emplearon materiales de primera calidad.
Estuvo casado y tuvo dos hijos arquitectos: Regino y Luis Borobio.

## Obras

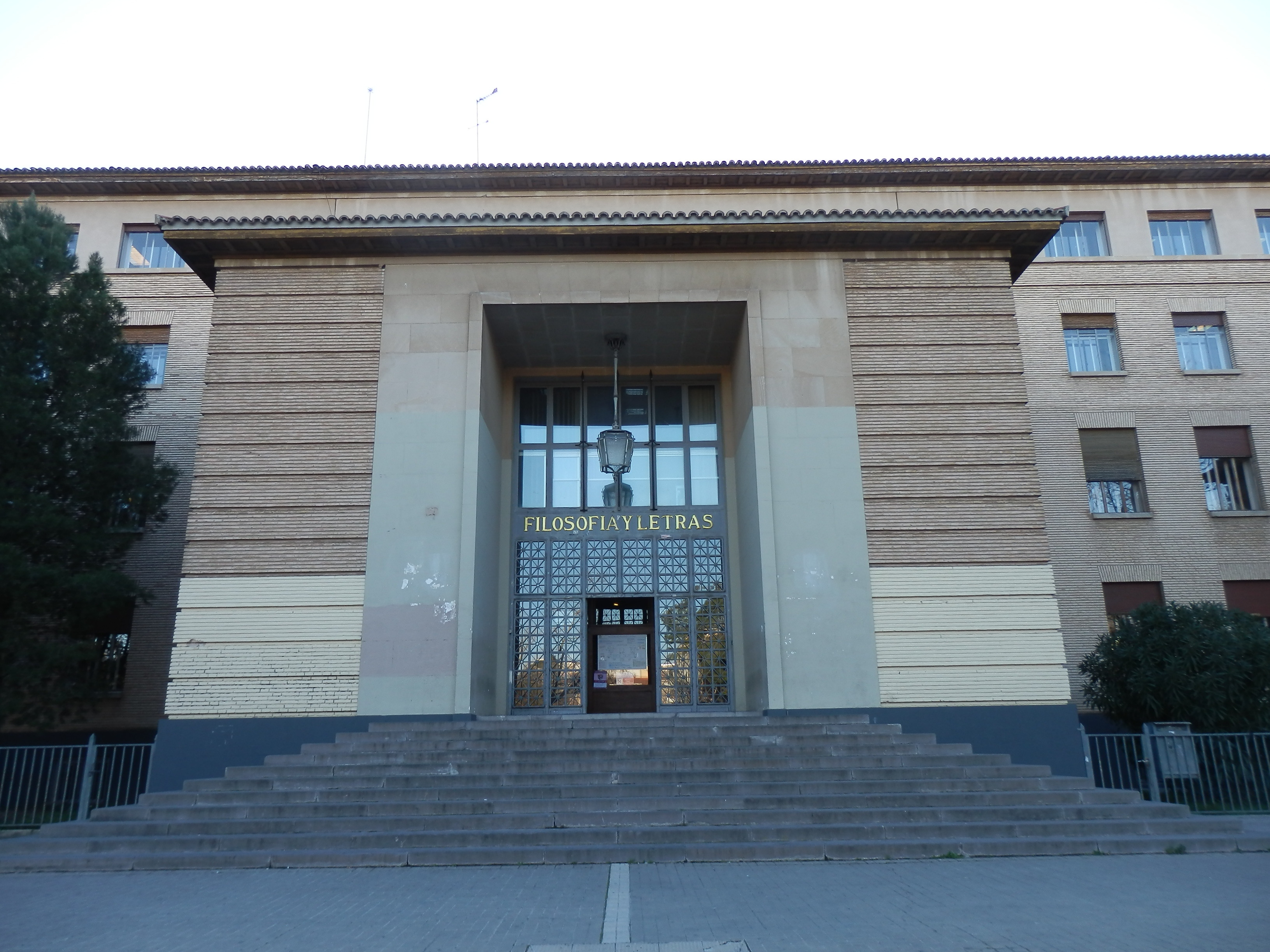
Facultad de Filosofía, Zaragoza.

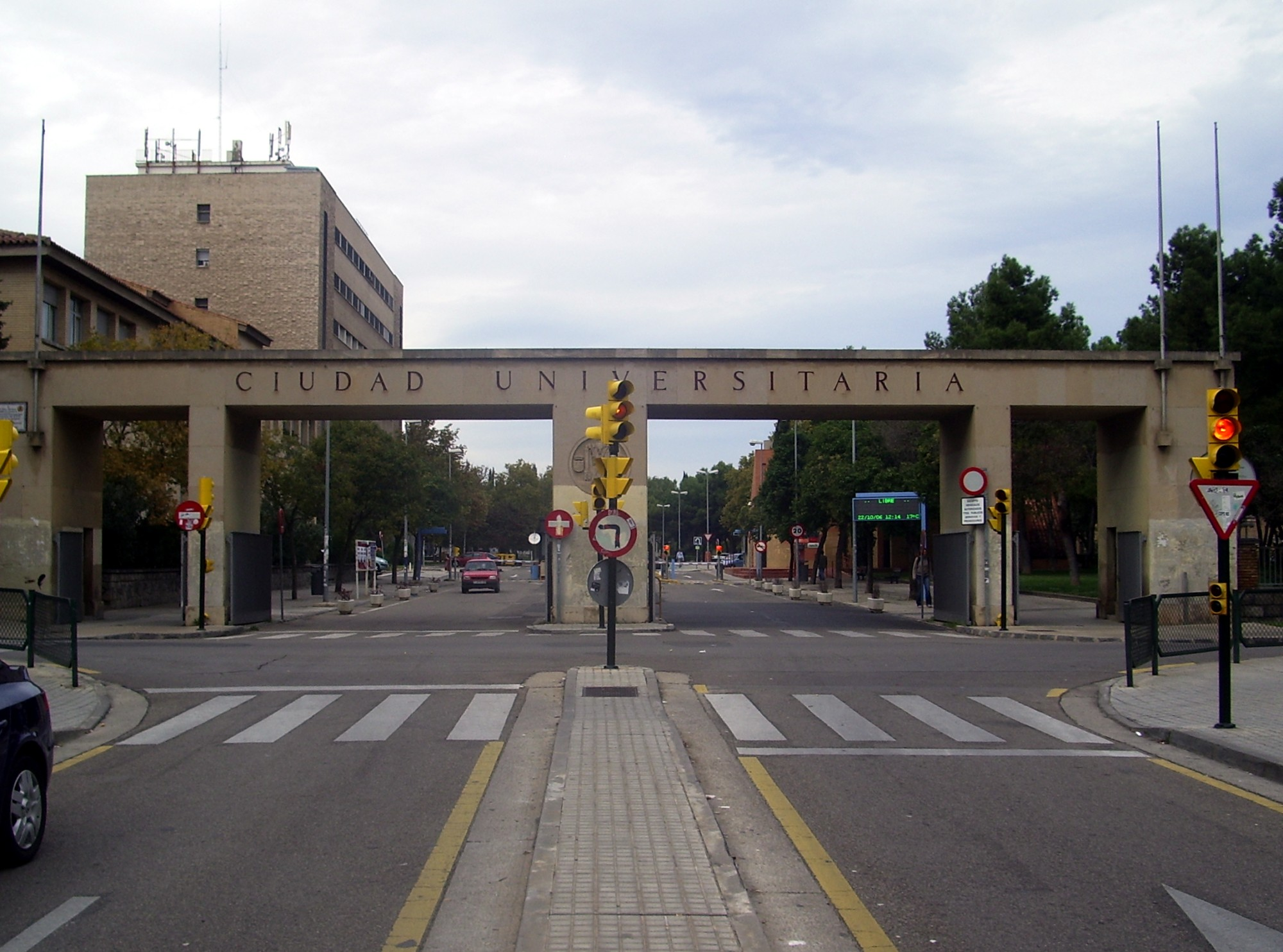
Ciudad Universitaria de Zaragoza.

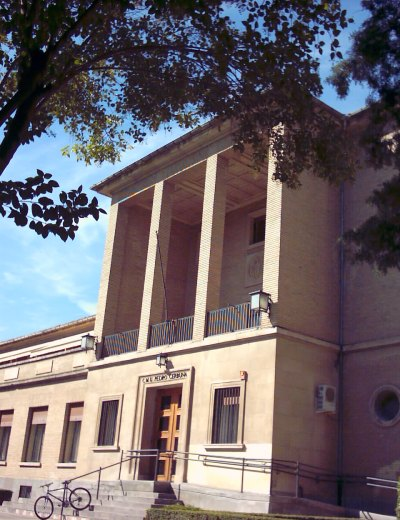
Colegio Mayor Universitario Pedro Cerbuna.

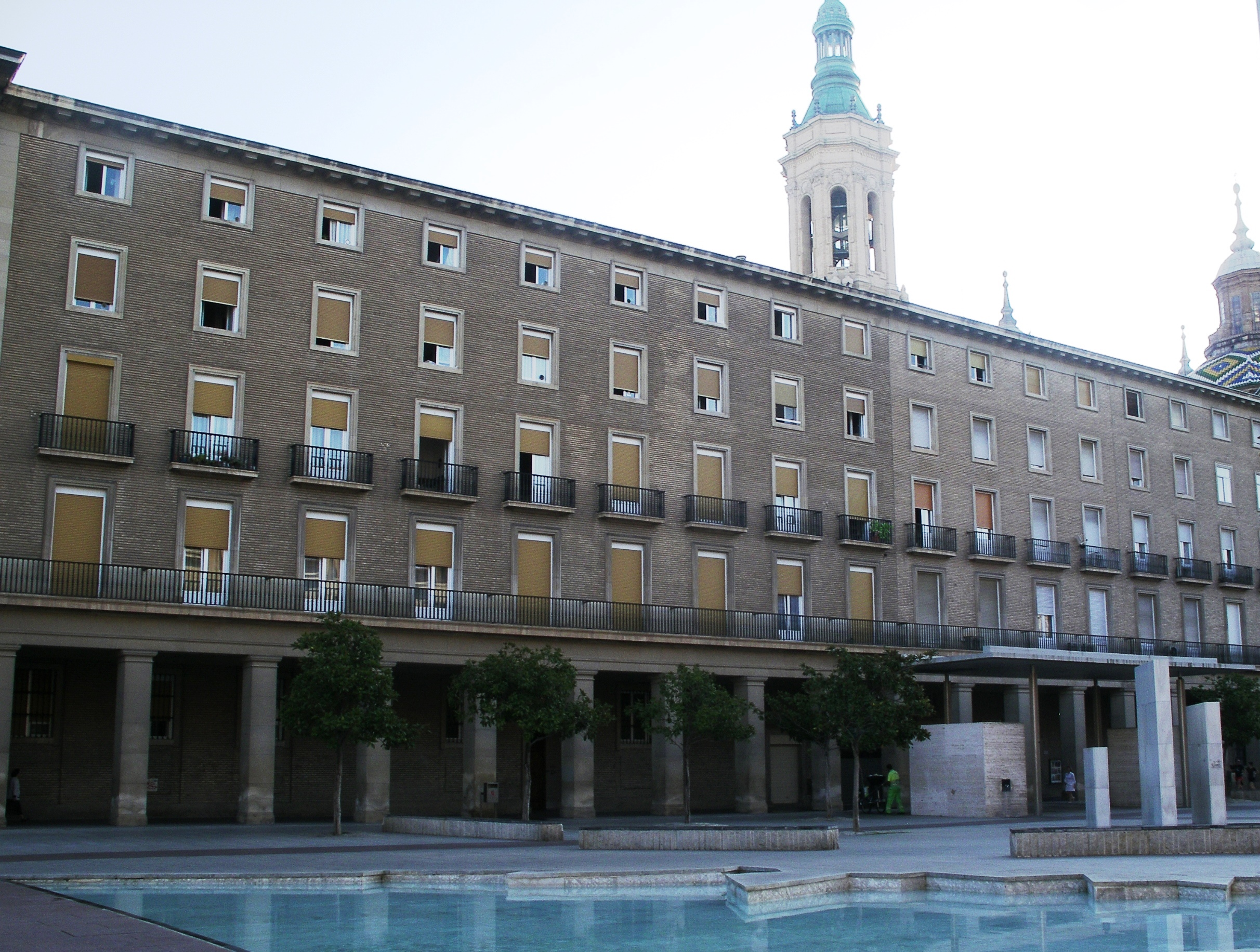
Residencia del Pilar, Zaragoza.

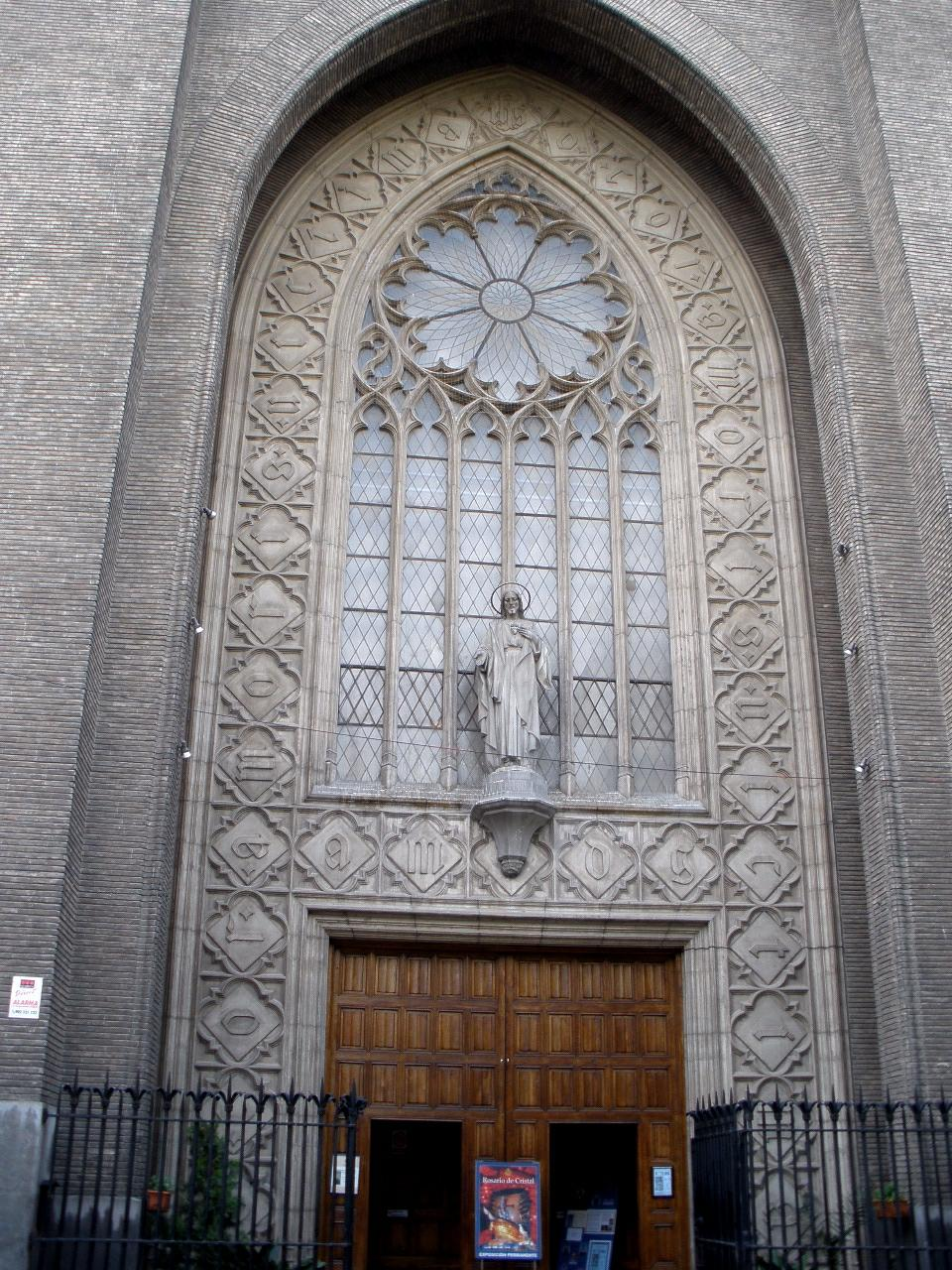
Iglesia del Sagrado Corazón, Zaragoza.

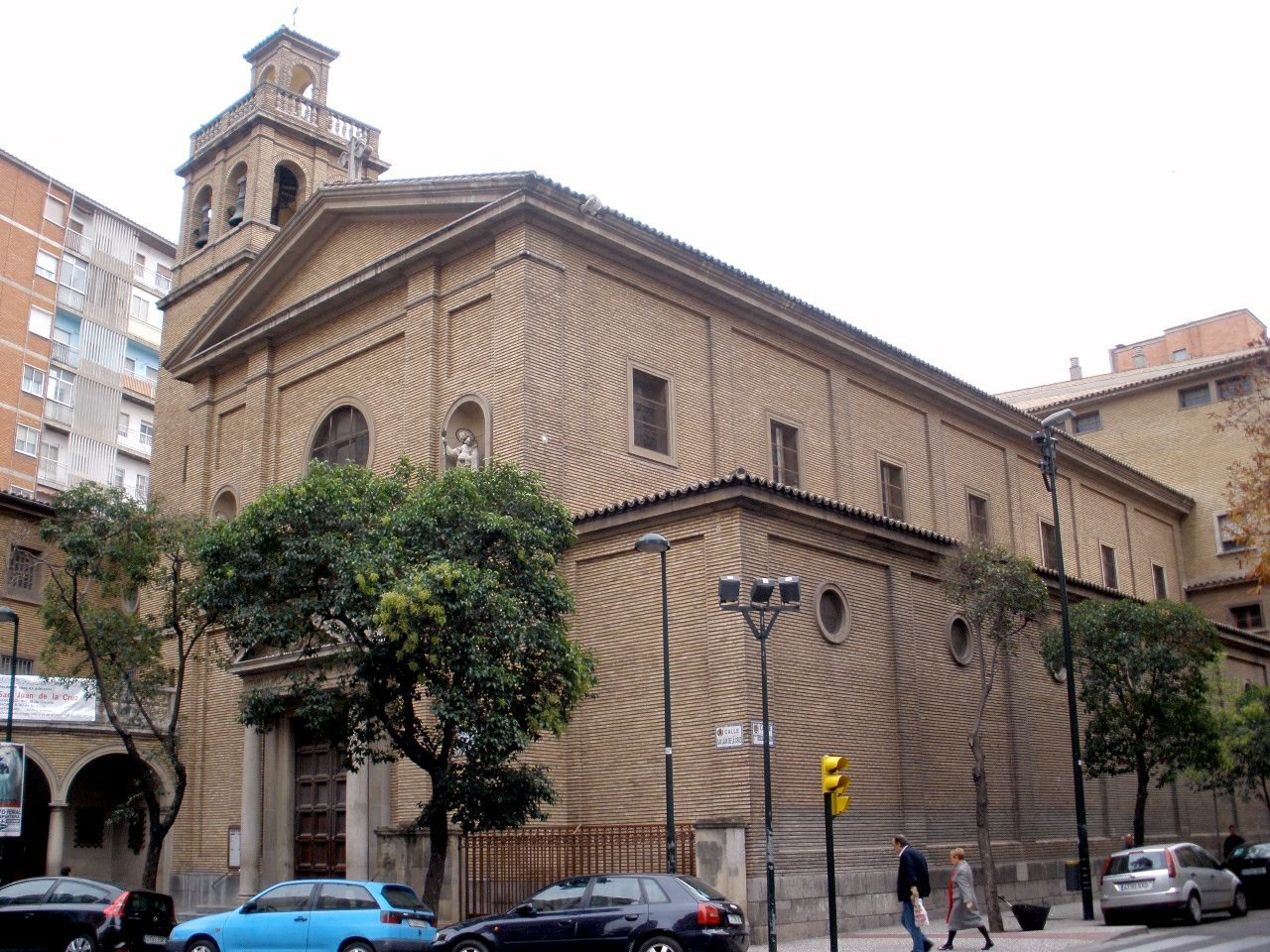
Iglesia del Carmen, calle San Juan de la Cruz, 8, Zaragoza.

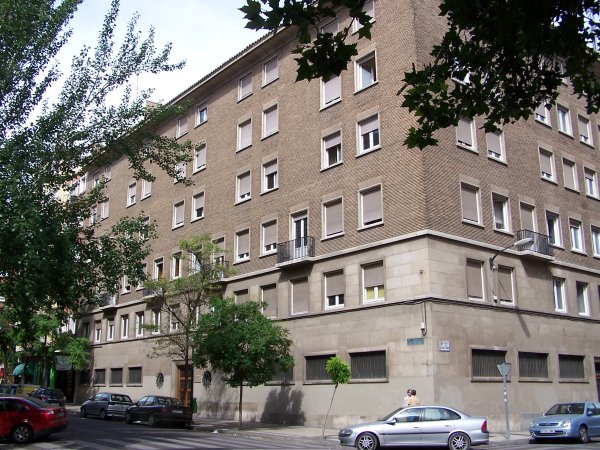
Colegio Miraflores, calle San Vicente Mártir, 7, Zaragoza.

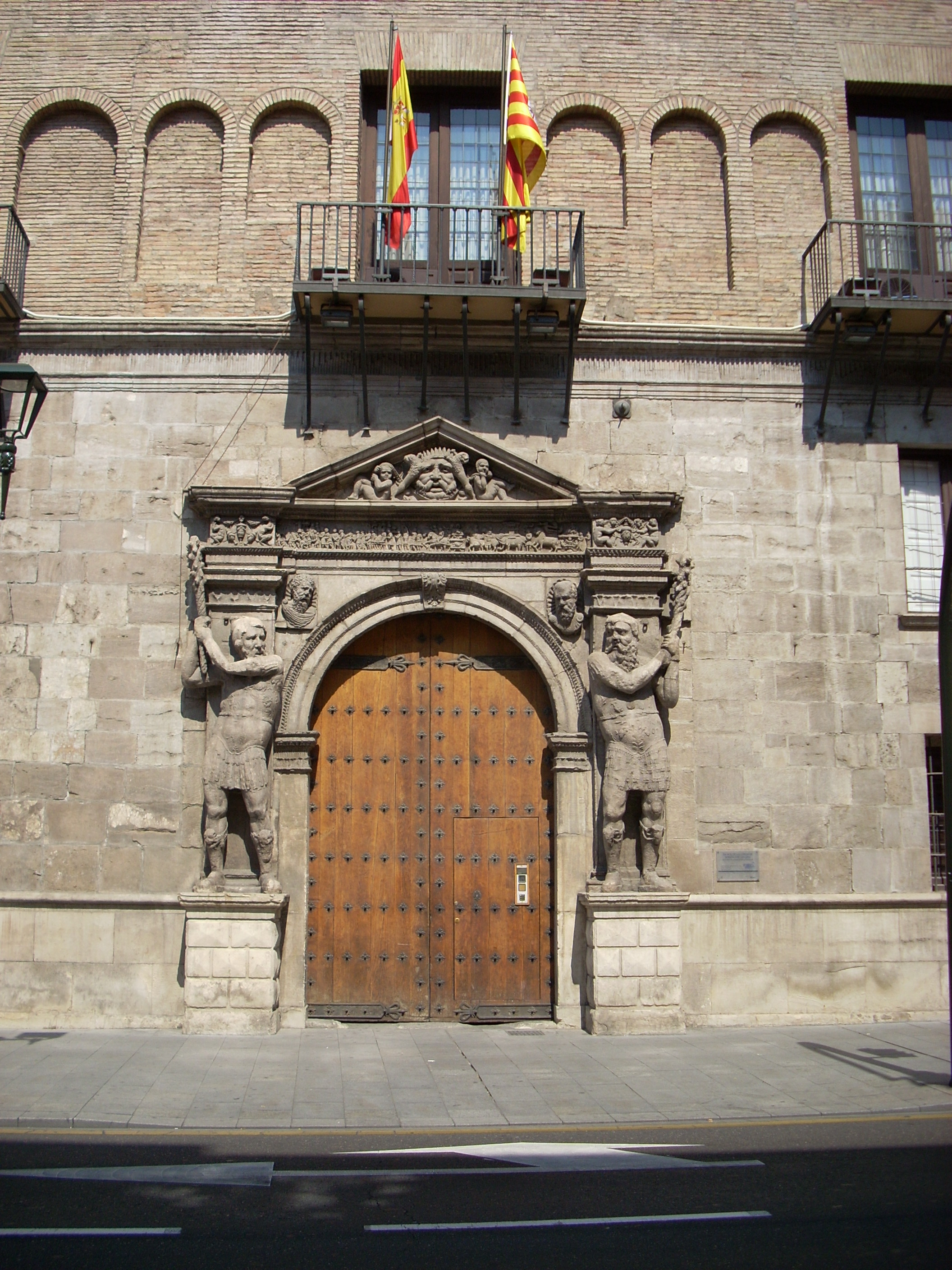
Restauración del Palacio de los Luna, Zaragoza.

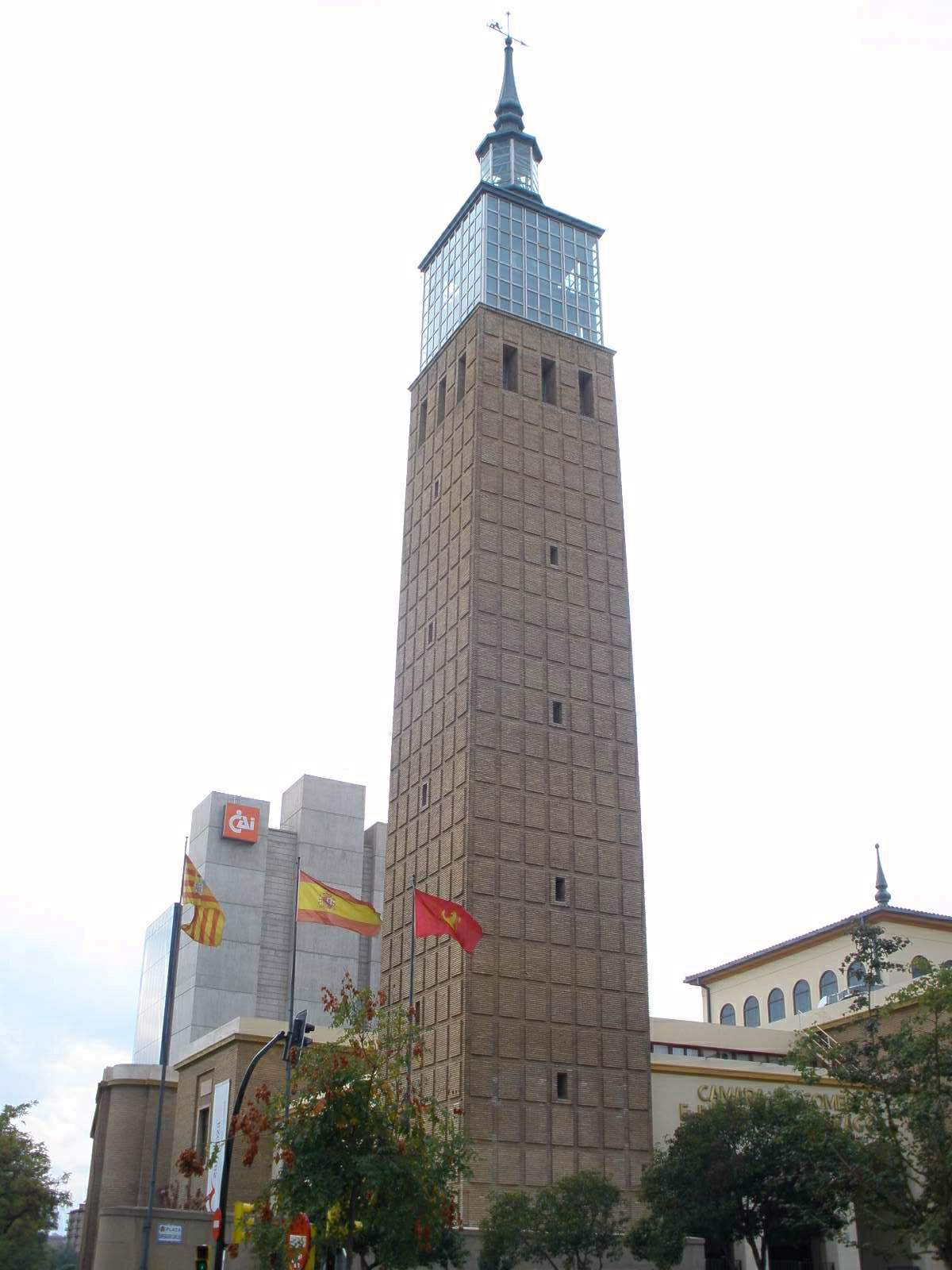
Antigua Feria de Muestras. Cámara de Comercio e Industria. Zaragoza.

- Clínica del Doctor Fairén, calle Bolonia con Progreso, Zaragoza (1920). Desaparecida.
- Casa de Hernández Launer en el Paseo de Ruiseñores, 10, Zaragoza (1923).
- Casa Gil Iguacel, Paseo Pamplona, 11, Zaragoza (1923).
- Casa en la esquina de la calle Pizarro con la calle Hernán Cortés, Zaragoza (1923).
- Taller de Francisco Sorribas en la calle Monreal, Zaragoza (1924).
- Casa Faci en el Paseo de Sagasta, 47, Zaragoza (1925). Desaparecida.
- Casa Juan Moneva en la calle Sanclemente, 12, Zaragoza (1925).
- Colegio La Enseñanza en la calle Bilbao, 10, Zaragoza (1925).
- Casas Yarza y Solanot en la calle Joaquín Costa, 9 y 11, Zaragoza (1925).
- Restauración del Palacio de los Luna en el Coso, 1, Zaragoza (1925).
- Casa García en el Coso, 53, Zaragoza (1926).
- Casa Solá en el Paseo de Ruiseñores, 1, Zaragoza (1927).
- Iglesia de San Valero en la calle Unceta, 18, Zaragoza (1927).
- Iglesia de San Juan Bautista en San Juan de Mozarrifar, Zaragoza (1927).
- Residencia Universitaria de Jaca (1928).
- Casa en la calle Conde de Aranda, 3, Zaragoza (1928).
- Casa en la calle Zumalacárregui, 12, Zaragoza (1928).
- Reforma del cine Alhambra en el Paseo Independencia, 26, Zaragoza (1928).
- Pabellón de la Confederación Hidrográfica del Ebro para la Exposición Internacional de Barcelona de 1929.
- Hermandad del Refugio, calle Crespo de Agüero, 5, Zaragoza (1929).
- Casa Previsión Social, calle Joaquín Costa, 1, Zaragoza (1929).
- Casa en la calle Madre Sacramento, 24, Zaragoza (1929).
- Cámara Propiedad Urbana, calle Joaquín Costa, 18, Zaragoza (1929).
- Casa en la calle Sanclemente, 25, Zaragoza (1929).
- Casa en el Paseo Sagasta, 7, Zaragoza (1929).
- Garaje de la Confederación Hidrográfica del Ebro en la calle Sancho Ramírez, 5, Zaragoza (1929).
- Edificio del Paseo Gran Vía, 17, Zaragoza (1930).[3]
- Talleres Izuzquiza-Arana en la avenida San Juan de la Peña, Zaragoza (1930).
- Casa de Pedro Hernández Luna en el Paseo de Ruiseñores, 20, Zaragoza (1931). Actualmente Cĺínica Nuestra Señora del Pilar.
- Casa en la calle Sanclemente, 24, Zaragoza (1931). Junto a José Borobio Ojeda.
- Casa en la calle Sanclemente, 22, Zaragoza (1932).
- Casa en la calle Sanclemente, 18, Zaragoza (1932).
- Casa Lleyda en la calle Madrid, 46, Zaragoza (1932).
- Posada de las Almas en la calle San Pablo, 20-22, Zaragoza (1932).
- Ciudad Universitaria de Zaragoza (1933). Junto con José Beltrán Navarro.
- Tintorería Imperial en la calle Gascón de Gotor, 4, Zaragoza (1933).
- Casa en el Paseo de Sagasta, 64, Zaragoza (1934). Desaparecida.
- Centro Natación Helios, Zaragoza (1934).
- Facultad de Derecho, Zaragoza (1935). Junto con José Beltrán Navarro.
- Facultad de Filosofía y Letras, Zaragoza (1935). Junto con José Beltrán Navarro.
- Casa en la calle Hernán Cortés, 13, Zaragoza (1935). Junto a José Borobio Ojeda.
- Sede en Zaragoza de la Confederación Hidrográfica del Ebro, Paseo de Sagasta, 24-26, Zaragoza (1936). Junto a José Borobio Ojeda.
- Reforma del Teatro Principal, Coso, 57, Zaragoza (1937). Junto con José Beltrán Navarro.
- Iglesia Nuestra Señora de la Asunción, calle Pilar Aranda, 24, Zaragoza (1937).
- Iglesia Sagrado Corazón, Plaza San Pedro Nolasco, Zaragoza (1938). Junto a José Borobio Ojeda.
- Casa en el Paseo de la Constitución, 33, Zaragoza (1938).
- Hospedería del Pilar, Plaza del Pilar, 22, Zaragoza (1939).
- Casa en la calle San Vicente de Paúl, 2, Zaragoza (1939).
- Casa en la calle San Vicente de Paúl, 7-7 Duplicado, Zaragoza (1939). Conocida como "Casa de López-Ramo" (su promotor).
- Casa en la calle San Vicente de Paúl, 19-23, Zaragoza (1940). Junto con José Beltrán Navarro.
- Feria de Muestras (antigua) en el Paseo Isabel la Católica, 2, Zaragoza (1940). Junto a José Borobio Ojeda y José Beltrán Navarro. Actualmente sede de la Cámara de Comercio e Industria de Zaragoza.
- Editorial Luis Vives en el paseo Fernando el Católico, 65, Zaragoza (1940). Junto a José Borobio Ojeda. Desaparecida.
- Casa en el Paseo de la Constitución, 27, Zaragoza (1940). Junto a José Borobio Ojeda.
- Convento de Jerusalén, calle Jerusalén, 10, Zaragoza, (1940). Junto a José Borobio Ojeda.
- Reforma de la Casa de Amparo, calle Predicadores, 96, Zaragoza (1940). Junto a José Borobio Ojeda.
- Casa en la calle Don Jaime I, 24, Zaragoza (1940). Junto a José Borobio Ojeda.
- Ampliación de la casa de Mariano García en el Paseo de Ruiseñores, 15, Zaragoza (1940).
- Convento de las Hijas de la Caridad en la Plaza del Pilar, 1, Zaragoza (1941). Junto a José Borobio Ojeda.
- Hospital de Epidemiados en la calle Franco y López, 4, Zaragoza (1942). Junto con José Beltrán Navarro. Actualmente sede del Instituto Aragonés de la Juventud.
- Casa en el Paseo Fernando el Católico, 14, Zaragoza (1942). Junto a José Borobio Ojeda.
- Colegio de Huérfanos de Magisterio en el Paseo Isabel la Católica, 3, Zaragoza (1943). Junto con José Beltrán Navarro y R. Fernández-Huidobro.
- Iglesia del Carmen en la calle San Juan de la Cruz, 8, Zaragoza (1944). Junto a José Borobio Ojeda.
- Colegio Mayor Pedro Cerbuna en la calle Pedro Cerbuna, 12, Zaragoza (1944). Junto a José Borobio Ojeda y José Beltrán Navarro.
- Casa de Luis Gabás en el Paseo de Ruiseñores, 2, Zaragoza (1944). Junto a José Borobio Ojeda. Desaparecida.
- Reformatorio Buen Pastor, Alto Carabinas, Valdefierro, Zaragoza (1944). Junto a José Borobio Ojeda.
- Casa en la calle Sanclemente, 14, Zaragoza (1946). Junto a José Borobio Ojeda.
- Colegio Mayor Miraflores en la calle San Vicente Mártir, 7, Zaragoza (1948).
- Edificio del Gobierno Civil en la Plaza del Pilar, Zaragoza (1948). Junto a José Borobio Ojeda.
- Clínica Madre Rafols en el Paseo Ruiseñores, 10, Zaragoza (1949). Junto a José Borobio Ojeda. Actualmente Residencia Universitaria Femenina Nuestra Señora del Pilar.
- Colegio de Infantes en la Plaza del Pilar, 20, Zaragoza (1949).
- Facultad de Ciencias, Zaragoza (1950). Junto con José Beltrán Navarro.
- Iglesia del colegio Compañía de María-La Enseñanza en la calle Bilbao de Zaragoza (1951 hasta 1959).
- Instituto Goya en la avenida de Goya, 45, Zaragoza (1951).
- Colegio María Auxiliadora en la avenida San José, 210, Zaragoza (1951). Junto a José Borobio Ojeda.
- Grupo Hogar Cristiano, Barrio de Delicias, Zaragoza (1953). Junto a José Borobio Ojeda.
- Viviendas para el Cabildo, Plaza del Pilar, 21, Zaragoza (1955). Junto a José Borobio Ojeda.
- Escuela de Maestría Industrial, calle Corona de Aragón, 35, Zaragoza (1956).
- Pabellón de Historia en la Ciudad Universitaria, Zaragoza (1956). Junto a José Borobio Ojeda.
- Grupo Puente Virrey en las calles Rosellón y Provenza, Zaragoza (1956). Junto a José Borobio Ojeda.
- Naves para Vitrex S.A. en Montañana, Zaragoza (1958).
- Juzgados de la Plaza del Pilar, 2, Zaragoza (1959).
- Capilla del Hospital Clínico en la calle Doctor Cerrada, 1, Zaragoza (1959).
- Instituto Miguel Servet, Paseo de Ruiseñores, 51, Zaragoza (1960).
- Casa en la calle Verónica, 2, Zaragoza (1960).
- Restauración de la Iglesia del Portillo, Plaza del Portillo, 11, Zaragoza (1962). Junto con Manuel Lorente.
- Instalaciones deportivas en la Ciudad Universitaria, campus de San Francisco, Zaragoza (1963).
- Casa en el Paseo Ruiseñores, 19-21, Zaragoza (1964). Junto a José Borobio Ojeda.
- Colegio del Carmen y San José, calle Santa Inés, 1, Zaragoza (1965).
- Fábrica Balay, Avenida de la Industria, 49, Zaragoza (1966). Junto a José Borobio Ojeda.
- Restauración de la Iglesia de la Exaltación de la Santa Cruz, calle Espoz y Mina, 18, Zaragoza (1966).
- Centro de Bromatología e Instituto de Higiene, Carretera de Cogullada s/n, Zaragoza (1976). Junto a José Borobio Ojeda y Regino Borobio Navarro.[3]

Iglesia de San Valero 
Delicias Zaragoza
Calle unceta 18.
Construida entre 1942 y 1945.
De una sola nave, con torre noreste.